# Arthur George Ziffo
Arthur George Ziffo, A. G. Ziffo (ur. 11 sierpnia 1868 w Kensington, zm. 28 maja 1955 w Londynie) – angielski tenisista, zwycięzca turniejów w pionierskim okresie tenisa u schyłku XIX wieku.
Był synem George'a Loucasa Ziffo i Julii Frianghiadi, pochodził z rodziny o korzeniach greckich. W tenisa, ale bez większych sukcesów, grali także jego bracia: Lucas (1862–1914), Stephen (1865–1921) i George (1866–1938).

## Kariera tenisowa
Niewysokiego, ale obdarzonego talentem wolejowym Arthura Ziffo do czołówki tenisistów angielskich zaliczył Wallis Myers. Ziffo był szczupły i dynamiczny na korcie, nieustannie parł do siatki, w grze wolejowej nadrabiając niedoskonałości uderzeń z głębi kortu. Łączył tenis z obowiązkami przedsiębiorcy, a najwartościowsze wyniki notował w mistrzostwach Południowej Anglii w Eastbourne, gdzie korzystał z letniego wypoczynku. W 1887 przegrał w tym turnieju w 3 rundzie z Herbertem Wilberforce'm, ale już w trzech kolejnych latach (1888–1890) pozostawał niepokonany, pokonując w finałach kolejno Harolda Barlowa (4:6, 6:2, 7:5, 6:3), Henry'ego Grove'a (4:6, 6:3, 1:6, 9:7, 6:4) i Jamesa Baldwina (7:9, 6:1, 6:2, 7:5). Zgodnie z ówczesnym regulaminem, obrońca tytułu miał od razu zagwarantowany udział w finale (tzw. challenge round) ze zwycięzcą turnieju pretendentów, droga do ponownego zwycięstwa była zatem nieco uproszczona.
W 1887 Ziffo osiągnął sukces w mistrzostwach Wielkiej Brytanii na kortach krytych, przegrał dopiero w finale turnieju pretendentów (all commers) z Ernestem Lewisem 2:6, 2:6, 3:6. Na Wimbledonie, z trzech startów (1888–1890) najdalej zaszedł w 1889, kiedy w ćwierćfinale uległ Herbertowi Lawfordowi. W deblu był na Wimbledonie w ćwierćfinale w 1887 (w parze z Williamem Taylorem) i w finale all commers w 1888 (w parze z Ernestem Meersem przegrał z braćmi Ernestem i Williamem Renshawami).
W 1891 nie obronił tytułu w Eastbourne, ulegając w challenge round Barlowowi 3:6, 5:7, 0:6. W tym samym roku przestał startować w turniejach.
Zmarł 28 maja 1955, został pochowany na londyńskim cmentarzu West Norwood w kwaterze greckiej.